# Морис (Минесота)
Морис (енгл. Morris) град је у америчкој савезној држави Минесота.

## Демографија
По попису из 2010. године број становника је 5.286, што је 218 (4,3%) становника више него 2000. године.
| Група             | 2000.         | 2010.         |
| Белци             | 4.710 (92,9%) | 4.715 (89,2%) |
| Афроамериканци    | 89 (1,8%)     | 71 (1,3%)     |
| Азијати           | 78 (1,5%)     | 133 (2,5%)    |
| Хиспаноамериканци | 75 (1,5%)     | 171 (3,2%)    |
| Укупно            | 5.068         | 5.286         |